# Reforma liturgiczna soboru watykańskiego II

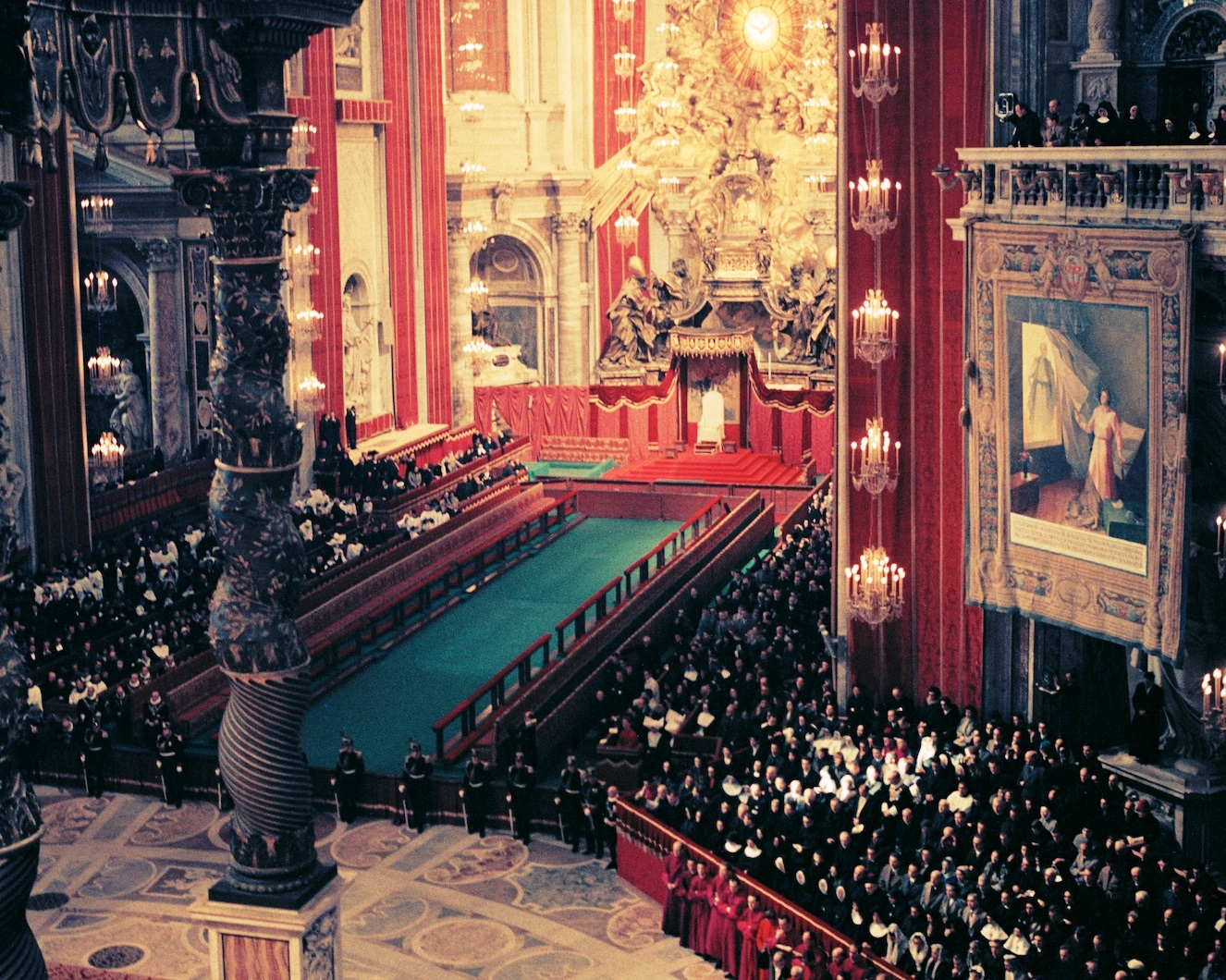
Wnętrze bazyliki św. Piotra w trakcie nabożeństwa podczas jednej z sesji soboru watykańskiego II. Sobór zaakceptował i nadał kierunek reformie liturgii łacińskiej, przygotowywanej przez wiele lat przez oddolny Ruch liturgiczny i reformy Piusa XII.

Reforma liturgiczna soboru watykańskiego II – mająca miejsce w drugiej połowie XX w., zakrojona na szeroką skalę reforma liturgii rytu łacińskiego dokonana przez ogólnoświatowe zgromadzenie biskupów Kościoła katolickiego razem z papieżem, pełniącym posługę prymatu Piotrowego. Papież Paweł VI zainicjował ją 4 grudnia 1963 r., ogłaszając przygotowaną przez sobór Konstytucję o liturgii Sacrosanctum Concilium. Reforma została zrealizowana w dużej mierze za pontyfikatu Pawła VI i kontynuowana za pontyfikatu Jana Pawła II. W jej wyniku stworzono i wprowadzono Novus Ordo Missae.

## Reformy przed II soborem watykańskim
Według Annibale Bugniniego, potrzebę reformy liturgicznej widział już papież Pius XII w czasach powojennych. W 1946 r. poprosił Sekcję Historyczną Kongregacji Obrzędów o przygotowanie projektu reformy liturgicznej. W odpowiedzi, austriacki redemptorysta Joseph Löw przygotował memoriał, który ostatecznie został wykorzystany w czasie Soboru. 28 maja 1948 r. papież oficjalnie powołał Komisję dla reformy liturgicznej. Jako sekretarza komisji mianował misjonarza a Paolo Annibale Bugniniego. Arcybiskup Bugnini opisał udział w jej działaniach na kilkunastu stronach swej obszernej i źródłowej książki o soborowej reformie liturgicznej. Wynikiem działalności Komisji było opracowanie w 1951 r. reformy liturgii Wigilii Paschalnej. Cztery lata później, w 1955 r. zreformowano liturgię całego Wielkiego Tygodnia. Komisja stała za przygotowaniem Instrukcji De musica sacra (1958 r.), obrzędów chrztu dorosłych, odbywanych etapami (1962 r.). Staraniem Komisji w latach 1956–1957 zasięgnięto opinii episkopatów na całym świecie na temat reformy Brewiarza. Również dekrety dotyczące uproszczenia rubryk liturgicznych wydane przez Kongregację Obrzędów w latach 1955 i 1960 r. były przygotowane przy jej współpracy. Komisja jednak kontynuowała swoje prace do 1962 r. przygotowując nowe obrzędy poświęcenia świątyni (1961 r.). Kompetencje komisji zostały stopniowo przejęte przez utworzoną w dniu Pięćdziesiątnicy 1960 r. Komisję Liturgiczną przygotowującą Sobór. Ostatecznie komisja zakończyła swą działalność wraz z ogłoszeniem soboru, któremu Jan XXIII powierzył określenie podstawowych zasad reformy liturgicznej.

## Zasady i kierunek reformy wyznaczone przez sobór
Odnowa celebracji liturgii eucharystycznej stała w centrum podjętej przez II sobór watykański (1962-1965 r.) reformy liturgicznej. Uchwalona rok po rozpoczęciu soboru, Konstytucja o liturgii Sacrosanctum Concilium (SC) podała zasady zmiany obrzędów liturgicznych. W numerze 33 Sobór stwierdził, że wierni powinni rozumieć teksty i obrzędy mszy świętej. Ogłoszono też, że winna cechować je „szlachetna prostota” i mają być „wolne od niepotrzebnych powtórzeń i dostosowane do pojętności wiernych, tak aby na ogół nie wymagały wielu objaśnień”. Ponadto, według Konstytucji, trzeba było podjąć się opracowania tekstów mszalnych w taki sposób, „aby wyraźniej uwidocznić właściwe znaczenie i wzajemny związek poszczególnych części... zachowując wiernie istotę obrzędów, należy je uprościć i opuścić to, co z biegiem czasu dodano jako powtórzenie lub co stało się zbędnym dodatkiem. Natomiast pewne elementy niesłusznie zatracone w ciągu wieków należy przywrócić, stosownie do pierwotnej tradycji Ojców Kościoła, o ile okaże się to pożyteczne lub konieczne” (SC 50). Poza tym, według soboru, nie powinno się unikać tworzenia nowych form, gdy zostanie to udowodnione potrzebą, choć należy pamiętać, że wszelkie nowe formy muszą „organicznie wyrastać z form już istniejących” (SC 23).

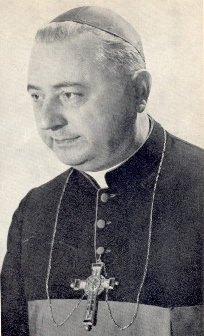
Abp Annibale Bugnini CM był sekretarzem Rady wprowadzającej Konstytucję o świętej Liturgii od początku jej utworzenia w styczniu 1964 r. aż do 1970 r. Następnie, do roku 1975 był sekretarzem Kongregacji Kultu Bożego.

## Rada dla wykonania Konstytucji o świętej liturgii (1964-1970 r.)
Dla konkretnej realizacji zmian Paweł VI, tuż po ogłoszeniu Konstytucji Sacrosanctum Concilium (4 grudnia 1963 r.), powołał Radę dla wykonania Konstytucji o świętej Liturgii (Consilium ad exsequendam Constitutionem de sacra liturgia). Jej sekretarzem w styczniu 1964 r. mianował Annibale Bugniniego CM. Radzie tej przewodniczył do 1967 r. włoski kardynał Giacomo Lercaro, następnie prefekt Kongregacji Obrzędów kard. Arcadio María Larraona CMF. Jego podpis widnieje pod instrukcją Eucharisticum misterium (1967 r.), ukazującą najważniejsze elementy soborowej reformy liturgii Eucharystii. Była to pomoc dla katechezy wiernych na temat zmian posoborowych. A po jego rezygnacji, przez rok do swej śmierci w 1969 r., szwajcarski kard. Benno Walter Gut OSB. Relacje między Radą a Kongregacją wydawały się być nieraz bardzo napięte. Konflikty miały dotyczyć najczęściej dublowania się kompetencji. W skład Rady wchodziło 42 biskupów z całego świata – w tym jeden biskup z Polski Franciszek Jop, wówczas biskup rezydencjalny w Opolu – oraz 150 konsultorów, z którymi współpracowali liczni doradcy. Sesje rady odbywały się dwa razy do roku i trwały piętnaście dni. W sumie, w ciągu sześciu lat istnienia Rady odbyło się trzynaście sesji plenarnych.
Jako zasadę przyjęto, że ze składu Rady wyłączeni zostaną pracownicy kurii watykańskiej. Wprowadziło to do prac Rady biskupów z całego świata, którzy nadali jej bardziej żywy i powszechny charakter. Swą skuteczność posiadała przez sprawną organizację, którą zapewniał jej sekretarz, Annibale Bugnini CM. Wszyscy zaangażowani w prace zostali podzieleni na 26 grup roboczych. Dziewięć grup pracowało nad rewizją oficjum, dziesięć nad nowym wydaniem mszału, pozostałe nad pontyfikałem oraz nad obrzędami. W ciągu sześciu lat działania Rady – od marca 1964 r. do kwietnia 1970 r. – Rada wykonała ogromną pracę nad konkretną realizacją reformy liturgicznej, której wynikiem były liczne dokumenty, księgi liturgiczne i rytuały obrzędowe. Wszystkie opublikowane dokumenty były przygotowywane zgodnie z wypracowanym w toku prac itinerarium. Najpierw jedna lub więcej grup konsultorów redagowały schematy, które oceniało zgromadzenie relatorów (Coetus relatorum), wprowadzając swoje korekty. Następnie schematy przedstawiano zgromadzeniu plenarnemu Consilium. Tam, po dyskusji i ewentualnych nowych korektach, zadawano precyzyjne pytania biskupom, którzy odpowiadali na każde z nich osobnym głosowaniem. Proces ten miał nie zawsze przebiegać spokojnie i bez przeszkód, wobec czasem sprzecznych opinii. Przy opracowywaniu obrzędów, zanim jakiś rytuał został zaakceptowany, musiał wcześniej być przetestowany w celebracjach liturgicznych w wybranych miejscach.
→ Rok 1964

- 21 kwietnia wydano wzór dekretu (Decretum typicum) do udzielenia zgody konferencjom episkopatów, które zwróciły się do Kongregacji o zatwierdzenie swojej decyzji o przejściu na język narodowy – było to uproszczenie procedury z uniknięciem zbędnych formalności.
- We wrześniu, dokument Inter oecumenici – pierwsza instrukcja co do realizacji postanowień soborowej Konstytucji o Liturgii.

→ Rok 1965

W marcu wydano Obrzęd koncelebracji i komunii pod dwiema postaciami. Jak zauważył Aime-Goeroges Martimort, był to oczekiwany od dawna przez wielu duchownych i wiernych powrót do tradycji, który przyczynił się, podobnie jak dopuszczenie w liturgii języka narodowego, do przywrócenia duchowej jakości celebracji.

→ Rok 1966

W kwietniu wydano orientacje duszpasterskie dla przywrócenia we mszy modlitwy powszechnej.

→ Rok 1967

Wydano trzy instrukcje:

- Musicam sacram (5 marca)
- Tres abhinc annos (4 maja)
- Eucharisticum Mysterium (25 maja)

→ Rok 1968

- Trzy Modlitwy eucharystyczne do wykorzystania zamiennie z Kanonem rzymskim
- Pontyfikał święceń biskupich, kapłańskich i diakońskich wraz z dekretem uproszczającym obrzędy pontyfikalne i motu proprio nt. ograniczenia ich stosowania przez niektórych kapłanów drugiego stopnia.

→ Rok 1969

- Instrukcja nt. tłumaczenia tekstów liturgicznych przeznaczonych do celebracji z ludem (25 stycznia). Tekst instrukcji napisany po francusku, został dokładnie przejrzany przez papieża Pawła VI. Jest nadal wykorzystywaniu przy kolejnych wydaniach mszałów narodowych.
- Obrzędy małżeństwa (19 marca)
- Obrzędy Mszy (Ordo Missae) i Wprowadzenie ogólne do Mszału rzymskiego (3 kwietnia)
- Ogólny kalendarz rzymski (9 maja)
- Obrzęd chrztu dzieci (15 maja)
- Porządek czytań mszalnych (25 maja)
- Obrzędy pogrzebu (15 sierpnia)
- Instrukcja dla Mszy w grupach (15 maja). Została, według Martimorta przyjęta z umiarkowanym entuzjazmem.

→ Rok 1970

- Obrzędy ślubów zakonnych (2 lutego)
- kompletny Mszał Rzymski (26 marca).

Wkrótce po wydaniu nowego mszału, Rada spotkała się po raz ostatni, ustępując miejsca Kongregacji Kultu Bożego, ustanowionej rok wcześniej, 8 maja 1969 r. Tymczasem, kontynuowano publikację ksiąg już gotowych, co wymagało znacznego wysiłku ze strony Typografii watykańskiej.

- Rytuał konsekracji dziewic (31 maja)
- Rytuał błogosławienia opatów (9 listopada)
- Rytuał błogosławienia świętych olejów (3 grudnia).

→ Rok 1971

- Ogólne wprowadzenie do Liturgii godzin /Institutio generalis de Liturgia Horarum/ (2 lutego 1971). Konstytucja apostolska Canticum laudis jest datowana wcześniej – 1 listopada 1970.
- Cztery tomy łacińskiego wydania typicznego Liturgii godzin (między lipcem 1971 a lipcem 1972).
- Lekcjonarz mszalny (pomiędzy 1970 a 1972 r.)[6]

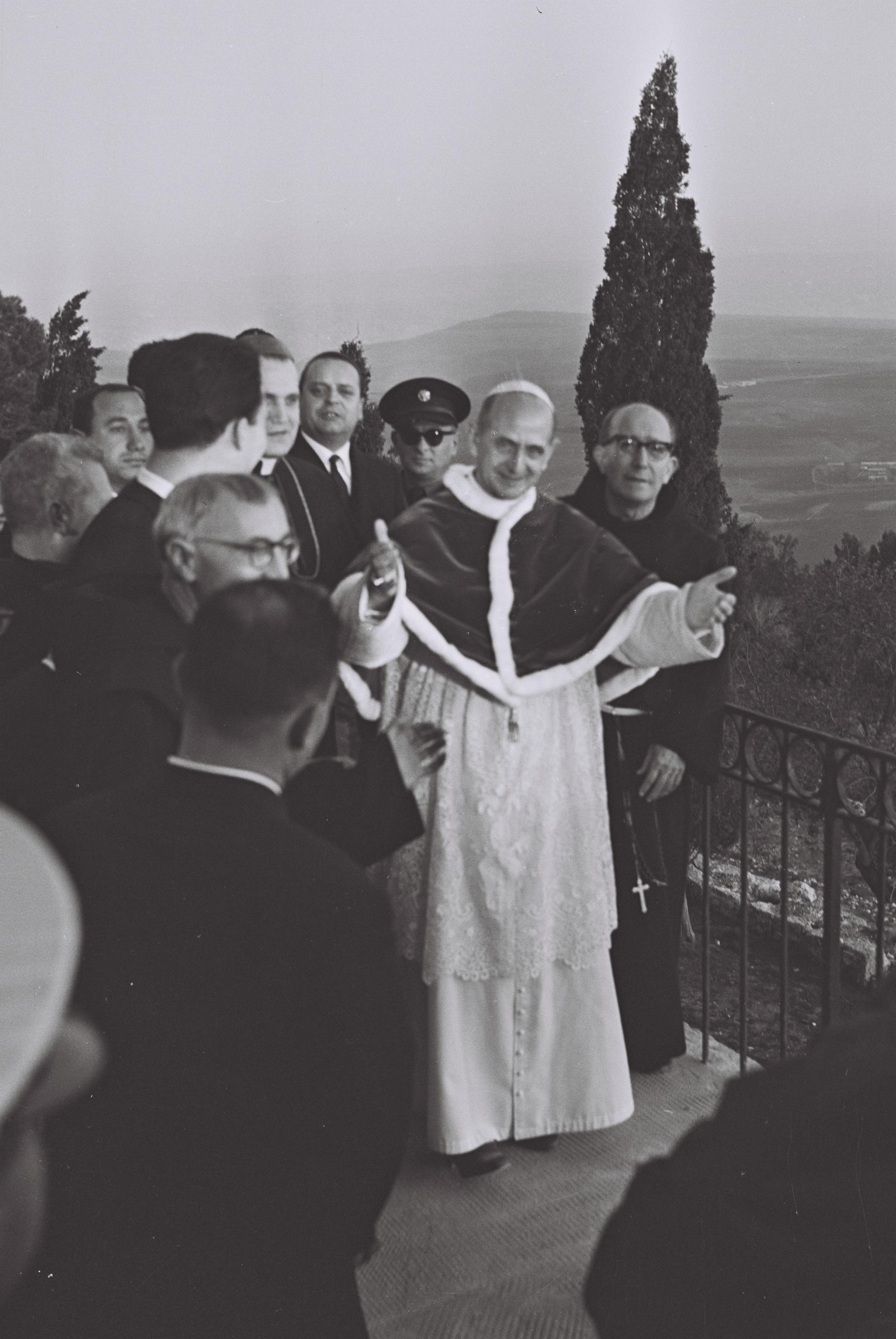
Papież reformy liturgicznej Bł. Paweł VI na górze Tabor w trakcie pielgrzymki do Ziemi Świętej w styczniu 1964 r. Bp Karol Wojtyła, który pielgrzymował miesiąc wcześniej (5-15.12.1963 r.) tak wyjaśniał cel tej podróży: „Już w roku ubiegłym Ojczyzna Odkupiciela przyciągała do siebie wielu Ojców Soboru. W roku bieżącym stało się to jeszcze bardziej powszechne. Czujemy, że pracując nad odnową Kościoła na Soborze, musimy zwrócić się wprost do samego Chrystusa Pana, którego Kościół jest Ciałem Mistycznym (...) Pielgrzymka Ojca św. nadała niejako wyższą jeszcze rangę pielgrzymkom Ojców Soboru do Ziemi Świętej, a między innymi także i tej, w której miałem szczęście brać udział w dniach od 5 do 15 XII 1963 r. wraz z kilkunastu innymi Księżmi Biskupami z Polski”.

.

## Realizacja celów reformy wyznaczonych przez sobór
Podstawową zasadą reformy sformułowaną przez Konstytucję soborową było świadome, aktywne i pełne uczestnictwo wiernych (actuosa et facilis participatio fidelium) w liturgii Kościoła (SC 79). Nie chodziło więc o zwykłe uproszczenie niektórych obrzędów, ale o całościową „reformę ogólną” (por. SC 3 i 21), prowadzoną w duchu Tradycji. Reformę należało przeprowadzić z rozwagą, wprowadzając innowacje jedynie tam, gdzie wymagała tego rzeczywista korzyść wiernych (por. SC 23), aby obrzędy zyskały nową żywotność i mogły wyrazić w jaśniejszy i bardziej wierny sposób te rzeczywistości, które są przez nie oznaczane i uobecniane (SC 21). W konsekwencji, odczytując te wskazania magisterium soborowego, Consilium do realizacji reformy posoborowej uznało za właściwe marginalizację – a właściwie całkowite wyeliminowanie – łaciny z liturgii na rzecz języków nowożytnych, używanych przez wiernych. Mimo iż Konstytucja Sacrosanctum Concilium mówiła o zachowaniu używania języka łacińskiego, w odniesieniu do języków narodowych mówiąc jedynie o pewnych szczególnych uprawnionych sytuacjach (por. SC 36 i 54). Pierwsze kroki realizacji reformy przez Radę pobudziły dynamikę zmian i eksperymentów prowadzonych tak przez duchowieństwo, jak i wiernych. Zaraz po soborze, na przykład w Holandii i Belgii, z własnej inicjatywy opracowano kilka nowych modlitw eucharystycznych. Kuria rzymska czuła się w obowiązku podjąć szybką interwencję.

### Kalendarz liturgiczny
Sobór przewidział rewizję kalendarza liturgicznego i roku liturgicznego, tak by dostosować tradycyjne zwyczaje i praktyki związane z okresami liturgicznymi do współczesności. Chodziło o odzyskanie ich pierwotnego charakteru, jaki miały w pierwszych wiekach Kościoła, „celem należytego podtrzymywania pobożności wiernych przez celebrację misteriów chrześcijańskiego odkupienia, a zwłaszcza misterium paschalnego” (por. SC 107). Projekt grupy roboczej – liczyła ośmiu konsultorów, jej relatorem był A. Buginini, a sekretarzem A. Dirks – zakładał usunięcie z kalendarza liturgicznego okresu Siedemdziesiątnicy (łac. Septuagesima), czyli dodatkowych dwu i pół tygodni poprzedzających i będących przygotowaniem do Wielkiego Postu – pokrywających się z tzw. karnawałem. Zrezygnowano także z oktawy Zesłania Ducha Świętego. Postanowiono także przerzedzić liturgiczne wspomnienia świętych, „wyrzucając – według wyrażenia Louisa Bouyera bardzo krytycznie nastawionego do tego projektu – trzy-czwarte świętych nie wiadomo gdzie”. W relacji Louisa Bouyera, projekt miał charakter autorski i jego integralność była bardzo mocno broniona przez tych, którzy go opracowali. Ostatecznie, Paweł VI projekt zaakceptował, gdyż „chciał zakończyć sprawę szybko, aby nie dopuścić do rozszerzenia się chaosu”.

### Liturgia Eucharystii
Odnowa celebracji eucharystycznej w Kościele łacińskim była pierwszym celem, jaki postawił sobie II sobór watykański. Miała się dokonać „stosownie do pierwotnej tradycji Ojców Kościoła” (SC 50). Według wyjaśnień zawartych w oficjalnym, watykańskim Ogólnym wprowadzeniu do Mszału Rzymskiego (OWMR) 7, reforma zapoczątkowana przez Konstytucję Sacrosanctum Concilium miała ten sam cel, co dokonana 400 lat wcześniej reforma trydencka. Jednak, podczas gdy reforma czasu kontrreformacji ograniczyła się do działań na rzecz ochrony depozytu liturgii średniowiecznej, ukształtowanej przez teologię scholastyczną – wobec trendów zagrażających jej integralności. W XX-wiecznej odnowie liturgii chodziło o jej ożywienie i uczynienie bardziej dostępną dla wiernych, przy równoczesnym sięgnięciu do pierwotnej, starożytnej tradycji liturgicznej Kościoła pierwszych wieków. „Św. Piusowi V (1504–1572) zależało przede wszystkim na tym, by zachować nowszą tradycję, niesłusznie zwalczaną” przez reformację. Chodziło zwłaszcza o uchronienie katolickiej nauki o mszy św. jako ofierze, o kapłańskim charakterze posługi duchownych oraz o rzeczywistej i stałej obecności Chrystusa pod postaciami eucharystycznymi. Według Ogólnego wprowadzenia do mszału trydencka odnowa obrzędów mszalnych dokonywała się w świetle ówczesnej wiedzy o liturgii. Stan badań nad historią liturgii nie był wówczas wystarczająco rozwinięty. Nie pozwolił m.in. na to, by w czerpaniu ze “«starych i uznanych autorów» cofnięto się dalej niż do średniowiecznych komentarzy liturgicznych”. Dlatego mszał Piusa V z roku 1570 wprowadził tylko niewielkie korekty w porównaniu z pierwszym wydanym drukiem mszałem z roku 1474. Ten zaś był odtworzeniem mszału z czasów papieża Innocentego III i odnowy podjętej przez sobór laterański IV (cf. OWMR 7).
Od przełomu X i XI wieku, przez ponad tysiąc lat Kanon rzymski, który był jedyną modlitwą eucharystyczną znaną w chrześcijaństwie rzymskim, był celebrowany szeptem – tak, że nie był słyszany przez wiernych. Przez 400 lat, od czasu reformy liturgicznej soboru trydenckiego nie dopuszczano do jakiejkolwiek zmiany w liturgii, która nabierała coraz bardziej charakteru spetryfikowanego i niezrozumiałego dla ogółu wiernych.
Pod wpływem ruchu liturgicznego ojcowie II soboru watykańskiego uświadomili sobie potrzebę tego, by teksty i obrzędy karmiły wiarę świeckich obecnych w czasie liturgii, zachęcając ich do pełnego, aktywnego uczestnictwa. Według Konstytucji o liturgii Sacrosanctum Concilium 33, wierni powinni rozumieć teksty i obrzędy mszy świętej (łac. actuosa participatio). Ponadto rozwój badań nad historią liturgii, począwszy od wydania krytycznego Sakramentarza gregoriańskiego w roku 1571, a po nim starych sakramentarzy rzymskich, ambrozjańskich, hiszpańskich i gallikańskich wyniósł na światło dzienne liczne, nieznane dotąd modlitwy eucharystyczne. Odnaleziono także wiele dokumentów liturgicznych z pierwszych wieków, poprzedzających ustanowienie obrządków liturgicznych tak wschodnich, jak i zachodnich. Studia patrystyczne pozwoliły odkryć na nowo teologię Eucharystii takich wczesnych autorów, jak Ireneusz z Lyonu (140-202) czy też tworzących później, w IV wieku, jak Ambroży z Mediolanu, Cyryl Jerozolimski, Jan Chryzostom. Stąd reforma soboru watykańskiego zdecydowała się nie tylko zachować „to, co przekazali nasi najbliżsi przodkowie”, ale także sięgnąć do form liturgicznych z regionów semickich, greckich i łacińskich, by dostrzec „jak Duch Święty użycza Bożemu ludowi podziwu godnej wierności w zachowywaniu niezmiennego depozytu wiary, mimo bardzo wielkiej różnorodności modlitw i obrzędów” (OWMR 8-9).

Sobór watykański II, zgromadzony w celu przystosowania Kościoła do wykonywania jego apostolskiego posłannictwa, tak jak Sobór Trydencki, w pełni docenił dydaktyczny i duszpasterski charakter liturgii. Ponieważ żaden katolik nie przeczył prawowitości i skuteczności świętego obrzędu sprawowanego w języku łacińskim, Sobór mógł przyznać: „używanie języka ojczystego nierzadko może być bardzo pożyteczne dla wiernych” i pozwolił na jego używanie (SC 36). (...) Ponieważ dziś bynajmniej nie podaje się w wątpliwość teologicznych zasad o pełnej mocy Komunii, gdy przyjmuje się Eucharystię pod jedną postacią chleba, Sobór pozwolił przyjmować niekiedy Komunię pod obiema postaciami, gdy przez bardziej wymowną formę sakramentalnego znaku nadarza się szczególnie dogodna sposobność głębszego zrozumienia sakramentu, w którym wierni uczestniczą (SC 55). W ten sposób Kościół, pozostając wierny swemu zadaniu nauczyciela prawdy i strzegąc „rzeczy starych”, czyli depozytu tradycji, spełnia również obowiązek rozważania i roztropnego stosowania „rzeczy nowych” (por. Mt 13, 52) /OWMR 13-15/

Reforma Mszału rzymskiego, włącznie z przygotowaniem nowych modlitw eucharystycznych, dokonywała się we względnym pośpiechu, wynikającym z momentu historycznego, w jakim się znalazł Kościół katolicki. Skutkiem, według niektórych uczestników pracujących nad reformą, jak Louis Bouyer, był brak oczekiwanej wartości tekstów. Według tego teologa, nie można było „w kilka miesięcy przerobić całej liturgii w sposób uwzględniający wszystkie aspekty, podczas gdy rozwijała się ona stopniowo przez dwadzieścia wieków”. O. Bouyer w swych pamiętnikach opisał tempo narzucone przez przewodniczących grupy roboczej pracującej nad tekstami nowych modlitw eucharystycznych:

Dam jakieś wyobrażenie o ubolewania godnych warunkach, w których ta pośpieszna reforma była realizowana, gdy opiszę, w jaki sposób została zszyta w jedną całość Druga Modlitwa Eucharystyczna. Pomiędzy bezkrytycznie archeologizującymi fanatykami, którzy chcieli usunąć Sanctus i modlitwy wstawiennicze (tzw. Intercesje) z Modlitwy eucharystycznej poprzez przyjęcie Eucharystii Hipolita taką, jaką jest, a innymi, którzy nie przejmowali się przypisywaną mu Tradycją Apostolską, chcieli za to tylko jakiejś byle jakiej mszy – Dom Botte i ja mieliśmy zająć się składaniem w całość jej tekstu, aby uwzględnić te elementy, co do których było pewne że są bardziej starożytne – na następny dzień! Przez przypadek odkryłem w tekście, jeśli nie pochodzące od samego Hipolita, to zapewne w jego stylu, szczęśliwe wyrażenie na temat Ducha Świętego, które mogło posłużyć za przejście w rodzaju Vere Sanctus do krótkiej epiklezy. Botte ze swej strony złożył wstawiennictwa bardziej godne Paula Reboux i jego „na sposób” niż własnej wiedzy. Nie mogę odczytywać ponownie tej nieprawdopodobnej kompozycji bez wracania myślą do tarasu kawiarni na Zatybrzu, gdzie nanosiliśmy ostatnie korekty do naszego mozolnie wypracowanego dzieła, aby móc się z nim stawić przy Spiżowej Bramie o godzinie wyznaczonej przez “dyrektorów naszej szkoły”!

Wbrew początkowym zamiarom niektórych konsultorów – według Bouyera byli to m.in. dom Cipriano Vagaggini z opactwa w św. Andrzeja w Brugii oraz prałat Wagner z Trewiru – został uchroniony przed usunięciem Kanon rzymski. Nowo stworzone trzy modlitwy eucharystyczne, mimo swej niedoskonałości, wraz ze skarbem prefacji przywróciły liturgii fragmenty „o wielkiej starodawności, cechujące się niezrównanym teologicznym i euchologicznym bogactwem”.

### Liturgia Godzin
Sobór udzielił mandatu, by uprościć strukturę godzin kanonicznych liturgii godzin (SC 89-91), biorąc pod uwagę łacinę, śpiew i tradycję Kościoła łacińskiego i rozmieszczenie psalmów w przestrzeni dłuższej niż tydzień. Psalmy zostały ułożone w cyklu czterotygodniowym. Zredukowano liczbę psalmów w oficjum laudesów i nieszporów z pięciu do dwóch, i związano je na stałe z konkretnymi godzinami. Nowością było wprowadzenie recytacji kantyków zaczerpniętych z Nowego Testamentu w modlitwie nieszporów zamiast trzeciego psalmu. Zmniejszenie się liczby psalmów zostało zrekompensowane wprowadzeniem niektórych inwokacji, skomponowanych przez liturgistów zupełnie na nowo.
Dokonano też „czyszczenia” – według wyrażenia Louisa Bouyera – samych psalmów ze słów i zdań, które mogły być rażące dla współczesnych. Promotorem tego zabiegu był Annibale Bugnini, który ostatecznie przeforsował go wbrew jednomyślnemu sprzeciwowi Rady – powołując się, bezpodstawnie, według opinii Bouyera, na wolę papieża Pawła VI.

## Krytyka
Ze strony tradycjonalistycznej reforma spotkała się z szeroką krytyką, tak ze względu na treść jej założeń jak i samo jej wykonanie. W roku 2007 Benedykt XVI wydając motu proprio Summorum Pontificum dał prawo każdemu kapłanowi do odprawiania mszy świętej według porządku niezreformowanego. Opublikowanym w tej samej formie dokumentem Traditionis custodes w 2021 r. odebrał je jednak Franciszek, który w ograniczonym stopniu zezwalanie na celebracje według starego rytu pozostawił w kompetencji biskupów diecezjalnych. Na świecie działają różne wspólnoty używające mszału przedsoborowego, m.in. dla opieki nad częścią z nich Jan Paweł II powołał w 1988 r. Papieską Komisję Ecclesia Dei. 

Reforma liturgiczna Pawła VI, dokonana po Soborze, była jednym z możliwych zastosowań Sacrosanctum Concilium, ale nie jedynym. Soborowy tekst o liturgii nie sprowadza się do tej reformy. A jeśli ktoś wypowiada jakąś krytykę względem tej reformy, nie krytykuje przez to z konieczności Soboru, ale pewną jednostronność w jego wprowadzaniu.